# Dennis’ Twist
Dennis’ Twist war eine französische Popgruppe, die von 1982 bis 1990 aktiv war.

## Geschichte
Die Gruppe wurde von Comicschaffenden im Umfeld des Verlags Les Humanoïdes Associés gegründet, in gelegentlich wechselnder Besetzung waren zugegen: Dodo (Gesang), Philippe Vuillemin (Gitarre), Jean-Claude Denis (Gitarre), Frank Margerin (Schlagzeug), Denis Sire (Gitarre), Philippe Guyot (Bass, Gesang), Philippe Poirier (Orgel) sowie die Background-Sängerinnen Michèle und Marie-Jo.
Die Gruppe, die einen satirisch-chansonhaften Stil bewahrte, unterschrieb einen Plattenvertrag bei Disques Vogue, bei dem ein Album und mehrere Singles erschienen sind. Mit dem Titel Tu dis que tu l’m erreichten sie 1987 die Top 10 der französischen Charts.

## Diskografie

### Album
- 1988: Play Back Complet

### Singles
- 1986: Dennis’ Twist (EP)
- 1986: Tu dis que tu l´m
- 1987: Des bises de moi pour toi
- 1988: Achtung dans l’ Ascenseur
- 1988: Toutes les larmes du ciel